# Askovfonden
AskovFonden (tidligere Askovgården) er en dansk social NGO, der blev grundlagt den 13. december 1943 af højskoleeleverne Mira Arnfred og Niels Henrik Arnfred fra Askov Højskole. 
Fonden består i dag af Askovhus (rehabilitering og behandling af spiseforstyrrelser), Dialog mod Vold (behandlingsforløb for voldsudøvere), ASPA (Askovfondens Social Psykiatriske Afdeling), Mir skolerne (specialskoler for normalt og/eller godt begavede elever med udfordringer inden for blandt andet autisme og ADHD), Børnehuset (vuggestuer, børnehave, udflytterbørnehave og fritidshjem), KBH+ (kultur som løftestang for unge til uddannelse og beskæftigelse).
Meget af arbejdet er baseret på frivillig arbejdskraft. Hovedsædet ligger på Nørrebro i København, men opererer i hele Danmark. Administrerende direktør siden 2011 er Helle Øbo.